# Christoph Arnold (Astronom)

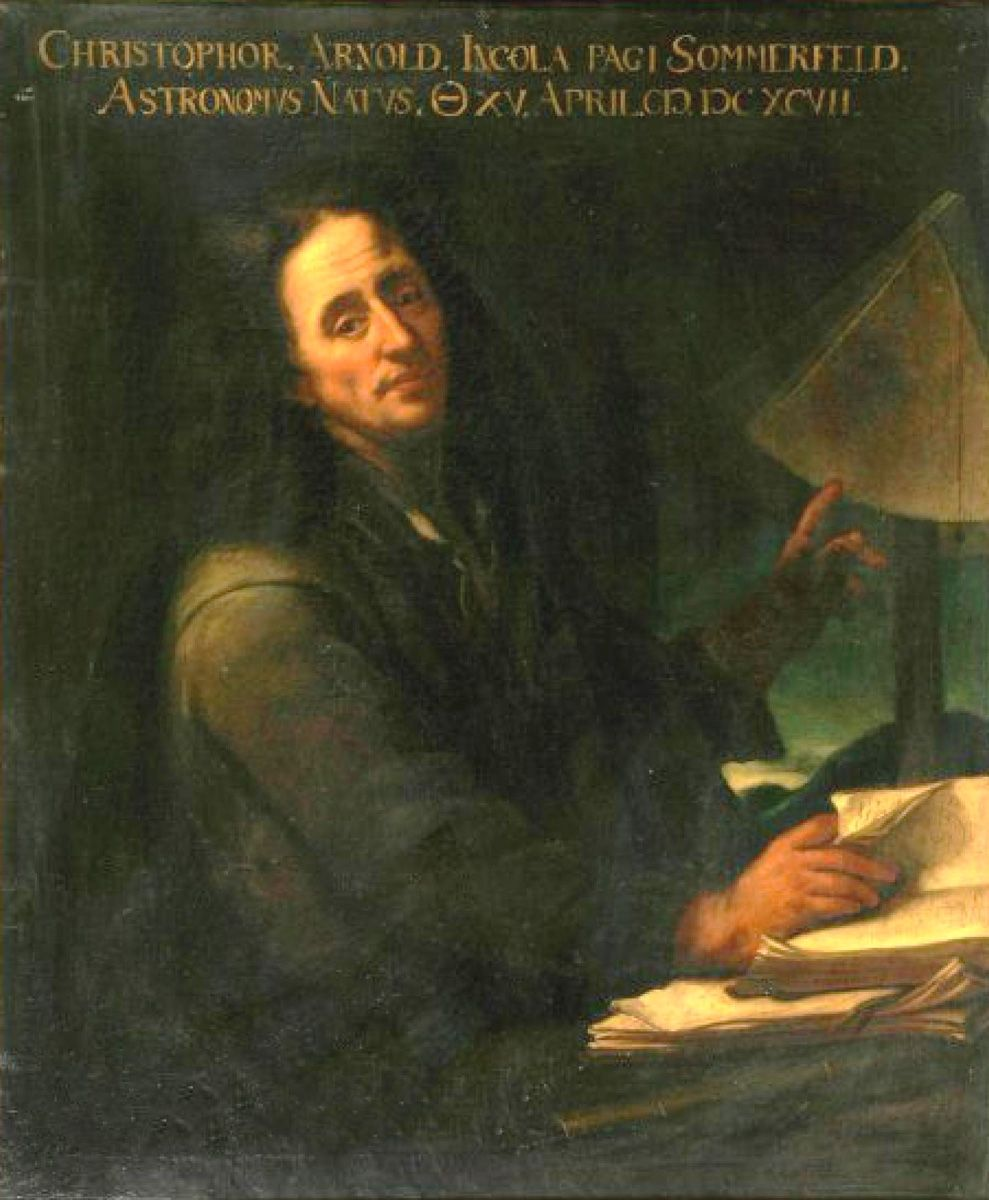
Christoph Arnold, Ölgemälde von Johann Heinrich am Ende

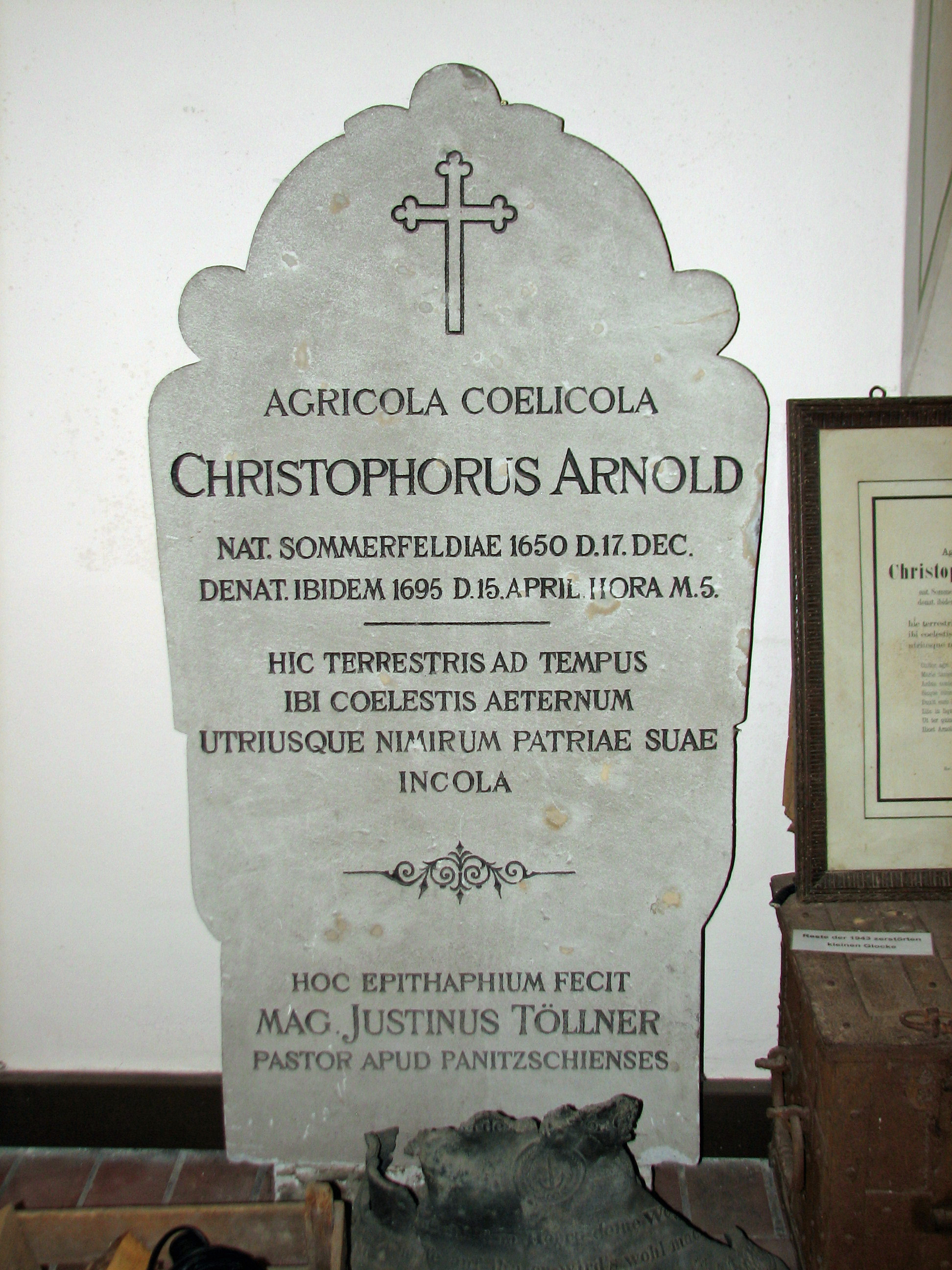
Epitaph für Christoph Arnold in der Kirche Sommerfeld

Christoph Arnold (* 17. Dezember 1650 in Sommerfeld bei Leipzig; † 15. April 1695 ebenda) war ein deutscher Bauer und Astronom oder, wie sein Pfarrer auf dem Epitaph formulierte, Ackerbauer und Sternschauer (Agricola Coelicola). Auf der Gedenktafel an seinem Haus wird er als Landmann und Sternkundiger bezeichnet.

## Leben
Christoph Arnold wurde als ältester Sohn des Bauern und Richters Hans Arnold (1620–1685) aus Sommerfeld und seiner Ehefrau Sabine geb. Hainmann (1621–1675) aus Albrechtshain geboren. Da er auf dem väterlichen Hof mithelfen musste, ging er nur kurz zur Schule. Er hatte eine schnelle Auffassungsgabe, und es wird vermutet, dass er bei seinem Patenonkel Bartholomäus Sturm, Schulmeister in Panitzsch, Privatunterricht hatte. Danach bildete er sich autodidaktisch weiter.
Ganz besonders interessierte er sich für die Astronomie. Astronomische Kenntnisse erwarb er sich im Selbststudium und von dem elf Jahre älteren Astronomen Gottfried Kirch (1639–1710), der ohne Bindung an ein Observatorium in Guben, Lobenstein, Coburg und Leipzig tätig war. Auf dem väterlichen Wohnhaus errichtete Arnold eine kleine, einfache Sternwarte. Sein Interesse galt besonders den  Kometen, wohl auch angeregt durch das Auftreten des Großen Kometen von 1680, der besonders hell und sogar am Tage zu sehen war, was allgemeines Aufsehen hervorrief. Ihn hatte Gottfried Kirch in Coburg entdeckt. Als Kirch 1686 nach Leipzig zog, gehörte Arnold zu seinem Freundeskreis. Beide unternahmen gemeinsame astronomische Beobachtungen. Bei Arnold lernte Kirch auch seine zweite Frau Maria Margaretha Winkelmann (1670–1720) kennen, die Arnold für die Astronomie begeistert hatte.
Am 15. Mai 1683 heiratete Christoph Arnold Anna Straube aus Sommerfeld. Das Paar bekam fünf Kinder. 1685 starb sein Vater, und Christoph Arnold übernahm den väterlichen Hof, den er bis zu seinem Lebensende trotz seiner astronomischen Aktivitäten vorbildlich weiterführte. Er begann mit Statistiken über die Ernteerträge, wozu er auch seine Feldflächen vermaß und aufzeichnete. Das machte er schließlich für das ganze Dorf. Damit gehört er zu den ersten Kartographen in Sachsen. Arnold beobachtete auch sehr genau das Wetter und machte dazu Aufzeichnungen. 1692 beschrieb er ein seltenes Naturphänomen: fünf gleichzeitige Nebensonnen.
Arnold ging stets gegen abergläubische Vorstellungen und Angst in Verbindung mit den Kometen vor. Obwohl er gläubiger Christ war, tat er das auch gegen seinen Pfarrer, der Kometen als Unheil verkündende Zeichen darstellte.
Sein Observatorium wurde nach seinem Tode zur Erinnerung belassen, musste aber 1794 wegen Baufälligkeit abgerissen werden.

## Astronomische Leistungen
Am 15. August 1682 entdeckte Christoph Arnold einen Kometen, und zwar acht Tage vor dem bedeutenden Astronomen Johannes Hevelius, womit der Amateurastronom in der Fachwelt große Aufmerksamkeit hervorrief. Der Komet wurde wegen der genauen Bahnberechnungen durch Edmond Halley und der Voraussage seiner Wiederkunft später der Halleysche Komet genannt. Seine Beobachtungen schilderte Arnold dem Leipziger Rat in einer ausführlichen Schrift.
Am 16. September 1686 sah Arnold als Erster in Europa einen weiteren Kometen (C/1686 R1), den er im Folgenden gemeinsam mit Gottfried Kirch weiter beobachtete. Dieser publizierte die Ergebnisse in der seit 1682 in Leipzig erscheinenden ersten allgemeinen deutschen Gelehrtenzeitschrift Acta Eruditorum.
Arnold beschäftigte sich auch mit dem sich in seiner Helligkeit verändernden Doppelstern Mira. Ein weiteres Arbeitsgebiet war die Verfinsterung der vier großen Jupitermonde, deren Eintrittszeiten er vorausberechnete.
Am 31. Oktober 1690 beobachtete er den Merkurdurchgang vor der Sonnenscheibe durch Projektion der Sonne durch sein Fernrohr auf ein Blatt Papier. Dies war europaweit die fünfte Beschreibung des Merkurdurchganges.

## Ehrungen

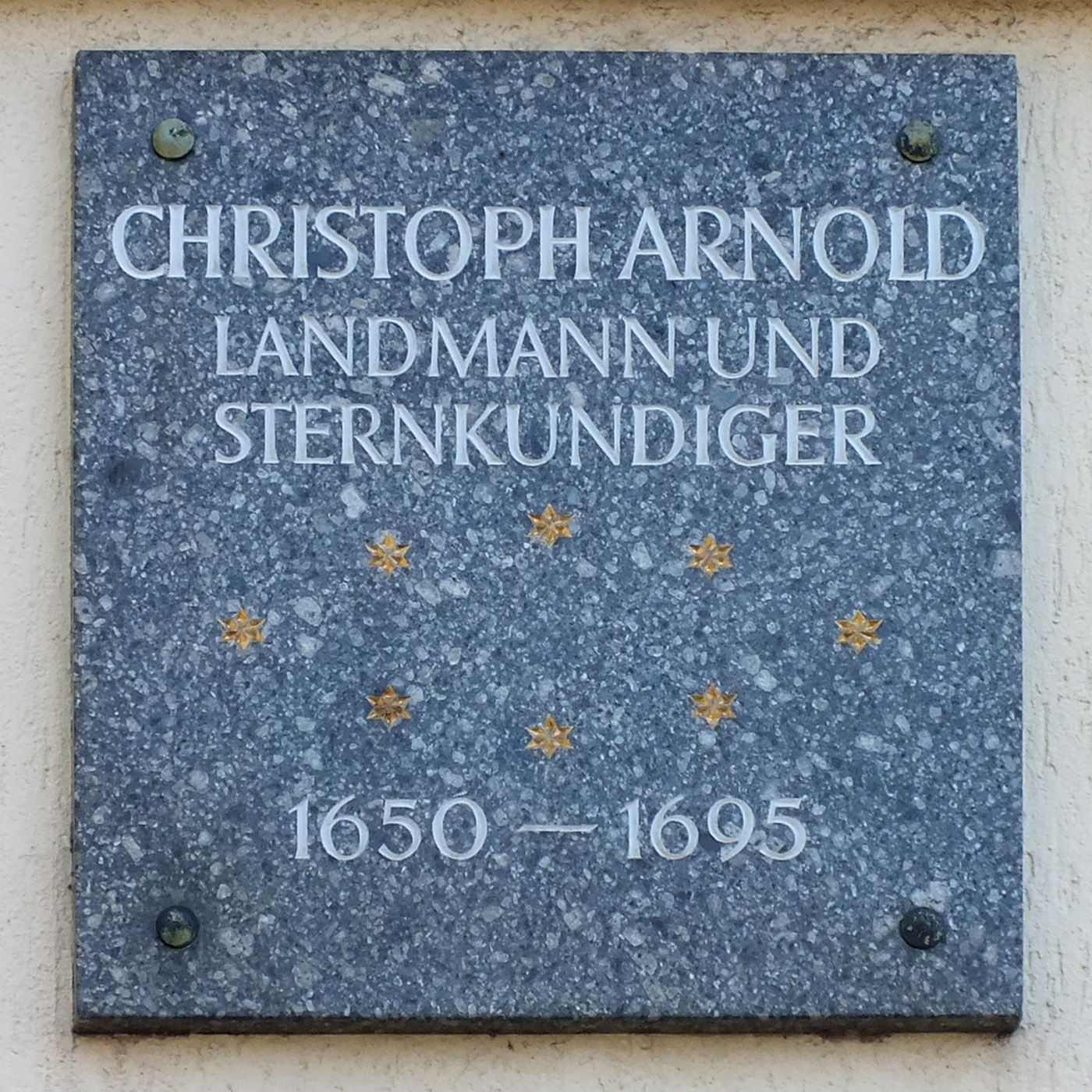
Gedenktafel an seinem Geburts- und Wohnhaus in Sommerfeld

Für die Beobachtung des Durchgangs des Merkurs vor der Sonnenscheibe erhielt er vom Rat zu Leipzig ein Geldgeschenk und Abgabenfreiheit auf Lebenszeit, denn Sommerfeld war als Ratsdorf von Leipzig zu Abgaben dorthin verpflichtet. Außerdem ließ der Rat durch den Maler Johann Heinrich am Ende ein Ölgemälde von Christoph Arnold anfertigen, das sich im Original im Stadtgeschichtlichen Museum in Leipzig befindet und als Kopie in der Sommerfelder Kirche hängt.
1890 wurde in dem damals noch selbstständigen Dorf und heutigen Leipziger Stadtteil Stötteritz die Arnoldstraße nach ihm benannt. Im Geburts- und Wohnort Sommerfeld liegt sein ehemaliger Hof am Arnoldplatz.
Zwei astronomische Objekte tragen Arnolds Namen: 1935 wurde der gut 93 km Durchmesser große Krater Arnold in der Nähe des Mond-Nordpols nach ihm benannt.
Am 18. Januar 1999 wurde in der Volkssternwarte Drebach (Erzgebirge) der Planetoid mit der provisorische Bezeichnung 1999 BW3 vom Amateurastronom Jens Kandler entdeckt. Seit 2012 erinnert er als (121016) Christopharnold an den Sommerfelder Astronomen. Er bewegt sich zwischen den Planeten Mars und Jupiter um die Sonne.
Die Grundschule in Engelsdorf, dessen Ortsteil Sommerfeld von 1923 bis 1999 war, heißt seit 1990 Christoph-Arnold-Schule. In ihrer Aula befindet sich seit 1995 das 90 Quadratmeter große Monumentalgemälde „Zwischen Himmel und Hölle“ des Malers und Bildhauers Frank Ruddigkeit. Im Jahr 2023 schuf der Künstler und Lehrer an der Christoph-Arnold-Schule Alexander Ondruschka ein 70 Quadratmeter großes interaktives Panorama im Treppenhaus der Schule, die „Arnoldsche Treppe“.